# Gouverneur des Roussillon
Das Amt des Gouverneurs des Roussillon wurde 1660 geschaffen. Ludwig XIV. beabsichtigte damit, französische Herrschaft in der als unruhig geltenden neuen Provinz endgültig zu etablieren und die Angleichung an die französischen Institutionen sicherzustellen.
Der Gouverneur war traditionell ein Repräsentant des Königs von Frankreich im Roussillon. Anfangs hatte der Gouverneur bedeutende zivile und militärische Befugnisse, aber im Laufe der Zeit wurden seine militärischen Befugnisse auf einen Commandant en chef übertragen. Das Amt hatte zudem die Besonderheit, dass es während des Jahrhunderts des Bestehens der Provinz von der ausschließlich von Angehörigen des Familie Noailles ausgeübt wurde.
Die Grafschaften Roussillon (Rosselló) und Cerdange (Cerdanya) waren zwischen 1462 und 1493 zeitweise sowie während des Aufstands der Schnitter (1640–1659) von Frankreich besetzt. König Ludwig XI. ernannte für die Zeit von 1466 bis 1474 einen Seneschall mit den gleichen Funktionen, und 1643 wurde sogar ein Gouverneur von Philippe de La Mothe-Houdancourt, dem französischen Vizekönig von Katalonien, ernannt.

## Liste
| Porträt | Name                   | Ernennung       | Amtszeit  | Bemerkungen |
| ------- | ---------------------- | --------------- | --------- | --- |
|         | Bernard d’Oms          | 2. Oktober 1466 | 1466–1474 | Von Ludwig XI. zum Seneschall ernannt, rebelliert, als deutlich wird, dass Frankreich Roussillon annektieren will, und wird hingerichtet. |
|         | Thomas de Banyuls      | 3. Februar 1643 | 1643–1651 | Von Ludwig XIV. ernannt, obwohl Roussillon noch nicht Teil Frankreichs ist.                                                               |
|         | Jacques de Souillac    | unbekannt       | 1651–1654 | Übergangsweise Lieutenant-général der Provinz nach der Rebellion Thomas de Banyuls’                                                       |
|         | François de Sagarre    | 27. April 1654  | 1654–1660 | Nach Thomas de Banyuls zum Gouverneur ernannt                                                                                             |
|         | Anne de Noailles       | 1. Februar 1660 | 1660–1678 | Erster von Ludwig XIV. ernannter Gouverneur nach der Annexion Roussillons                                                                 |
|         | Anne-Jules de Noailles | 1. Februar 1678 | 1678–1698 | Dessen Sohn, auch französischer Vizekönig von Katalonien                                                                                  |
|         | Adrien de Noailles     | 6. März 1698    | 1698–1766 | Dessen Sohn |
|         | Louis de Noailles      | 25. Juni 1766   | 1766–1791 | Dessen Sohn, letzter Gouverneur. |